# Strætó bs.
Strætó bs. è l'azienda che svolge il servizio di trasporto pubblico nella città di Reykjavík e nel suo agglomerato urbano.

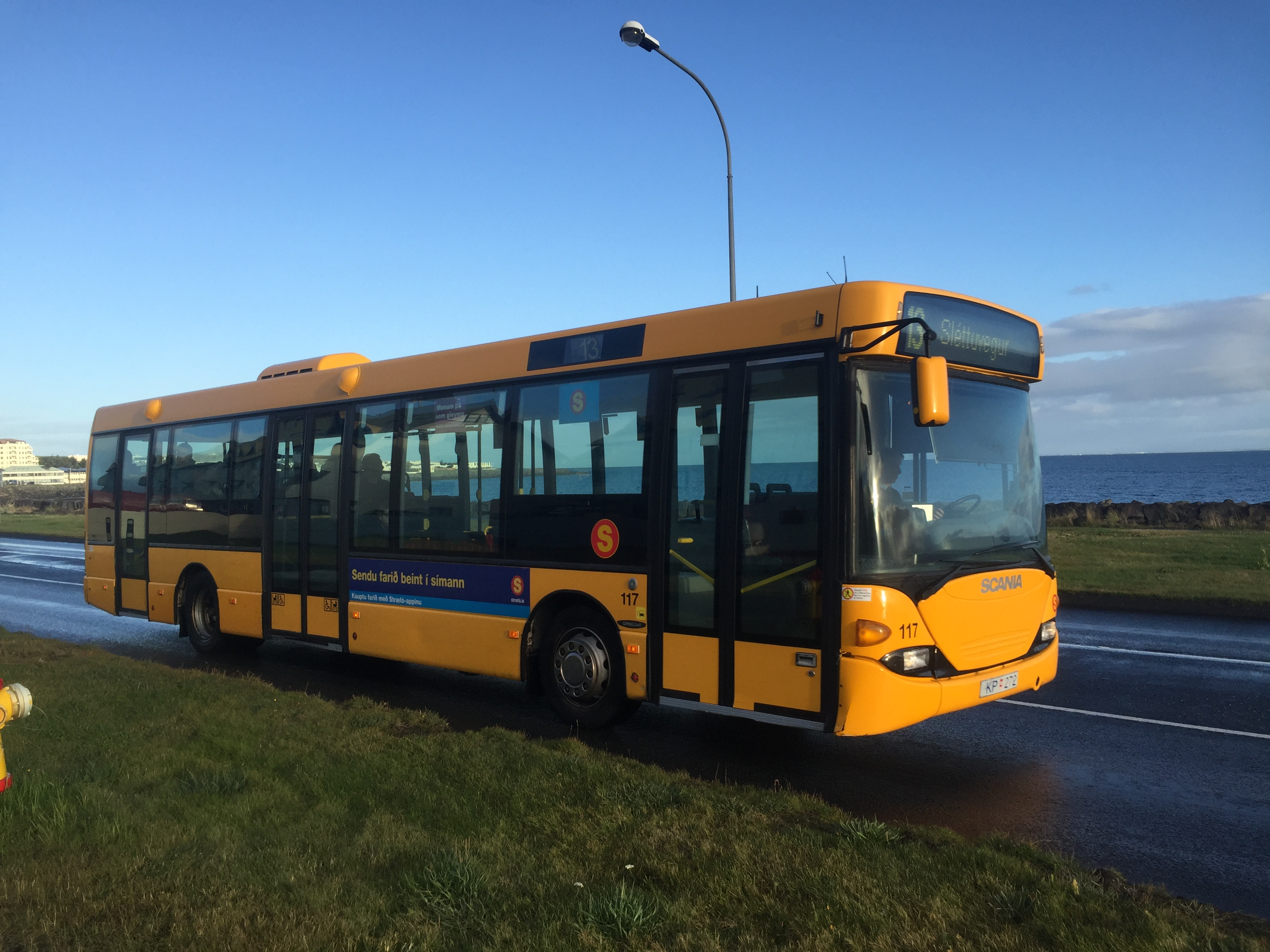
Bus della linea 13.

## Storia
L'impresa è stata fondata nel 2001 in seguito alla fusione delle due aziende preesistenti, la "Strætisvagnar Reykjavíkur" e la "Almenningsvagnar" che servivano rispettivamente il nord ed il sud dell'agglomerato.

## Esercizio
L'azienda possiede 23 linee di autobus di cui 6 linee "espresse" (indicate con una "S" seguita dal numero), poiché permettono di raggiungere velocemente il centro della città dai principali nuclei della periferia:

### Linee espresse
- S1: Hlemmur - Fléttutorg
- S2: Hlemmur - Versalir
- S3: Hlemmur - Hólmasel
- S4: Hlemmur - Fellaskóli
- S5: Hlemmur - Þingás
- S6: Hlemmur - Móavegur

### Linee ordinarie
- 11: Suðurströnd - Mjódd
- 12: Skerjafjórður - Ártún
- 13: Öldugrandi - Sléttuvegur
- 14: Cresciuto - Kringlan
- 15: Grandavegur - Hafravatnsvegur
- 16: Nauthóll - Hamravík
- 17: Hlemmur - Fellaskóli
- 18: Hlemmur - Biskupsgata
- 19: Hlemmur - Elliðabraut
- 21: Byggðarbraut - Móberg
- 22: Vörðutorg - Ásgarður
- 23: Breiðamýri - Ásgarður
- 24: Ásbraut - Barðastaðir
- 25: Hamraborg - Hamraborg
- 26: Kársnes - Kársnes
- 27: Háholt - Akranes Skútan
- 28: Hamraborg - Álfkonuhvarf